# 제러미 브렛
제러미 브렛(Jeremy Brett, 1933년 11월 3일~1995년 9월 12일)는 영국의 배우이다. 그가 맡았던 주요 배역으로는 영국 그라나다 TV 시리즈 "셜록 홈즈" 4부작의 타이틀 롤 셜록 홈즈와, 그 전에 오드리 헵번과 함께 출연한 두 편의 헐리우드 영화, 《전쟁과 평화》(니콜라이 로스토프 역)와 《마이 페어 레이디》(프레디 아인스퍼드힐 역) 등이 있다.
1969년에 영화 《007 여왕폐하 대작전》의 제임스 본드 후보였으나 역할은 조지 레이전비에게 넘어갔고, 《007 죽느냐 사느냐》의 오디션도 받았으나 결국 역할을 얻지 못하였다.

## 주요 출연 작품
- 전쟁과 평화(War and Peace, 1956)
- 마이 페어 레이디(My Fair Lady, 1964)
- 삼총사(The Three Musketeers, 1966-1967) - TV 시리즈/흑백
- 유쾌한 미망인 (The Merry Widow, 1968) - TV 오페레타
- 메두사(The Medusa Touch, 1978)
- 레베카(Rebecca, 1979) - TV 시리즈
- 아서 왕의 죽음(Morte d'Arthur, 1984) - TV 영화
- 셜록 홈즈의 모험(The Adventures of Sherlock Holmes, 1984-1985) - TV 시리즈
- 플로런스 나이팅게일(Florence Nightingale, 1985) - TV 영화
- 셜록 홈즈의 귀환(The Return of Sherlock Holmes, 1986-1988) - TV 시리즈
- 셜록 홈즈 사건집(The Case-Book of Sherlock Holmes, 1991-1993) - TV 시리즈
- 셜록 홈즈의 회상(The Memoirs of Sherlock Holmes, 1994) - TV 시리즈
- 미친 개들(Mad Dogs and Englishmen)
- 몰 플란더스(Moll Flanders, 1996)